# داون بتلر
داون بيتولا بتلر (بالإنجليزية: Dawn Butler)‏ (3 نوفمبر 1969) هي سياسية بريطانية، وعضو في حزب العمال البريطاني، وعضو في البرلمان عن دائرة برنت الرئيسية الانتخابية منذ عام 2015. شغلت بتلر منصب وزير شؤون المرأة والمساواة في حكومة الظل خلال رئاسة جيرمي كوربين لحكومة الظل منذ عام 2017 حتى عام 2020؛ وكانت عضوًا في البرلمان عن دائرة برنت الجنوبية الانتخابية منذ عام 2005 حتى عام 2010.
عملت بتلر في وزارة براون وزيرة للمواطنين الشباب ومشاركة اليافعين منذ عام 2009 حتى عام 2010. عُيِّنَت في أكتوبر عام 2016 في منصب وزيرة الظل للمجتمعات المتنوعة الجديد، واستقالت منه في فبراير عام 2017. حصلت بتلر على ترقية في حكومة الظل لتصبح وزيرة شؤون المرأة والمساواة في أغسطس عام 2017، وتركت المنصب في أبريل عام 2020.
ظهرت بتلر في قائمة مجلة فوغ البريطانية لعام 2020 التي تضم 25 امرأة مؤثرة. 

## حياة مبكرة
وُلِدت بتلر في فورست غيت في الطرف الشرقي من لندن لأبوين جامايكيين مهاجرين، ميلو وأمبروزين بتلر. كان لديها أخت واحدة وأربعة إخوة. تلقت تعليمها في مدرسة توم هود في ليتنستون وكلية والتهام فورست في لندن.
عملت بتلر في اتحاد جي إم بي التجاري، فكانت مسؤولة عن العرق والمساواة الوطنية، وكانت أيضًا مستشارة عمدة لندن، كين ليفينغستون، بما يخص التوظيف والقضايا الاجتماعية.

## الخلافات السياسية

### تأييد أوباما
نشرت بتلر على موقعها على الإنترنت في يناير عام 2009 رسالة وصفتها بأنها تأييد «حقيقي بالكامل» من الرئيس الأمريكي باراك أوباما. اعترفت بتلر في وقت لاحق أن التأييد كُتِب من قبل طاقم عملها بموافقة مساعدي أوباما، ووقع عليه أوباما وراجعه مبرهنًا ذلك حقيقة التأييد. 

### نفقات
تعرضت بتلر في مارس عام 2009 لانتقادات بسبب مطالبتها بمنحها بدل سكن سنوي ثان بقيمة بلغت حوالي 23 ألف جنيه إسترليني؛ وذلك على الرغم من أن منزلها الثاني في ستراتفورد يبعد نفس المسافة عن البرلمان مثل منزلها في برنت الشمالية.
طالبت بتلر أيضًا بمبلغ قيمته 2.650 ألف جنيه إسترليني للتدفئة المركزية الجديدة، و2.308 جنيهًا إسترلينيًا لجناح يحتوي على حمام دوامة.
عوضت بتلر مطالباتها الزائدة السابقة عن طريق تقديم نفقات إضافية وكتابة شيك بمبلغ 626 جنيهًا إسترلينيًا لتغطيته؛ وذلك بعد عدة مراسلات مكتوبة مع مكتب الرسوم البرلمانية. وجد التحقيق الرسمي اللاحق أنها تصرفت وفقًا للقواعد بالضبط؛ ووصفت بتلر هذه العملية في صحيفة «برنت آند كيلبورن تايمز» المحلية بأنها «تبرئة كاملة» من تصرفها. 

### تمويل السفر
عينت بتلر رجل الأعمال أنتوني واتسون مستشارًا لمجتمع الميم في فبراير عام 2018.
قبلت بتلر إجازة مجانية لمدة أسبوع في فندق هيلتون جارديني ناكسوس في صقلية بتمويل من معهد السفر والسياحة في مايو عام 2018. 

### تعليقات على جنسانية الزرافات
اتهم أحد مستشاري كوربين بتلر في أكتوبر عام 2019 برهاب المثلية الجنسية بعد أن قالت إن «90% من الزرافات مثلية الجنس» في حفل توزيع جوائز بينك نيوز. 

### ادعاءات حول الحد من التشرد
زعمت بتلر خلال مقابلة إذاعية في نوفمبر عام 2019 أنها خفضت عدد الأشخاص المشردين الذين يعيشون في دائرتها الانتخابية بنسبة 3000 مشرد في عام 2007؛ وهو ما يمثل ثلثي الرقم الرسمي للحكومة للتشرد في جميع أنحاء بريطانيا في عام 2018. سجلت إحصائية الحكومة لعام 2018 في برنت 248 مشرد. اعتذرت بتلر عن خطأها بعد فترة وجيزة على تويتر. 

### تعليقات على الجنس البيولوجي
تعرضت بتلر في فبراير عام 2020 لانتقادات بعد مقابلة لها مع ريتشارد ماديلي في برنامج صباح الخير بريطانيا قالت خلالها: «يولد الطفل بدون جنس». شاركت في نقاش حول ردود الفعل على التحديثات المضافة إلى قانون الاعتراف بالنوع الاجتماعي لعام 2004 والتي اقترحها حزب المحافظين البريطاني الحاكم. أوضحت بتلر لاحقًا أنها كانت تشير إلى الحيادية الجندرية حيث يمكن تحديد الأشخاص كغير ثنائيين (ليس ذكر أو أنثى).